# Hodonín
Hodonín (pronunție cehă: [ˈɦodoɲiːn] și germană: Göding) este un oraș situat pe Râul Moravia, din Cehia. Acesta este amplasat în sudul Regiunii Moravia, și are o populație de 26 226 de locuitori (în 2006). Prima atestare documentară a orașului datează din anul 1046, iar în 1228, Hodonín devine oraș. În 1850, Tomáš Garrigue Masaryk, președintele Cehoslovaciei independente, s-a născut aici.

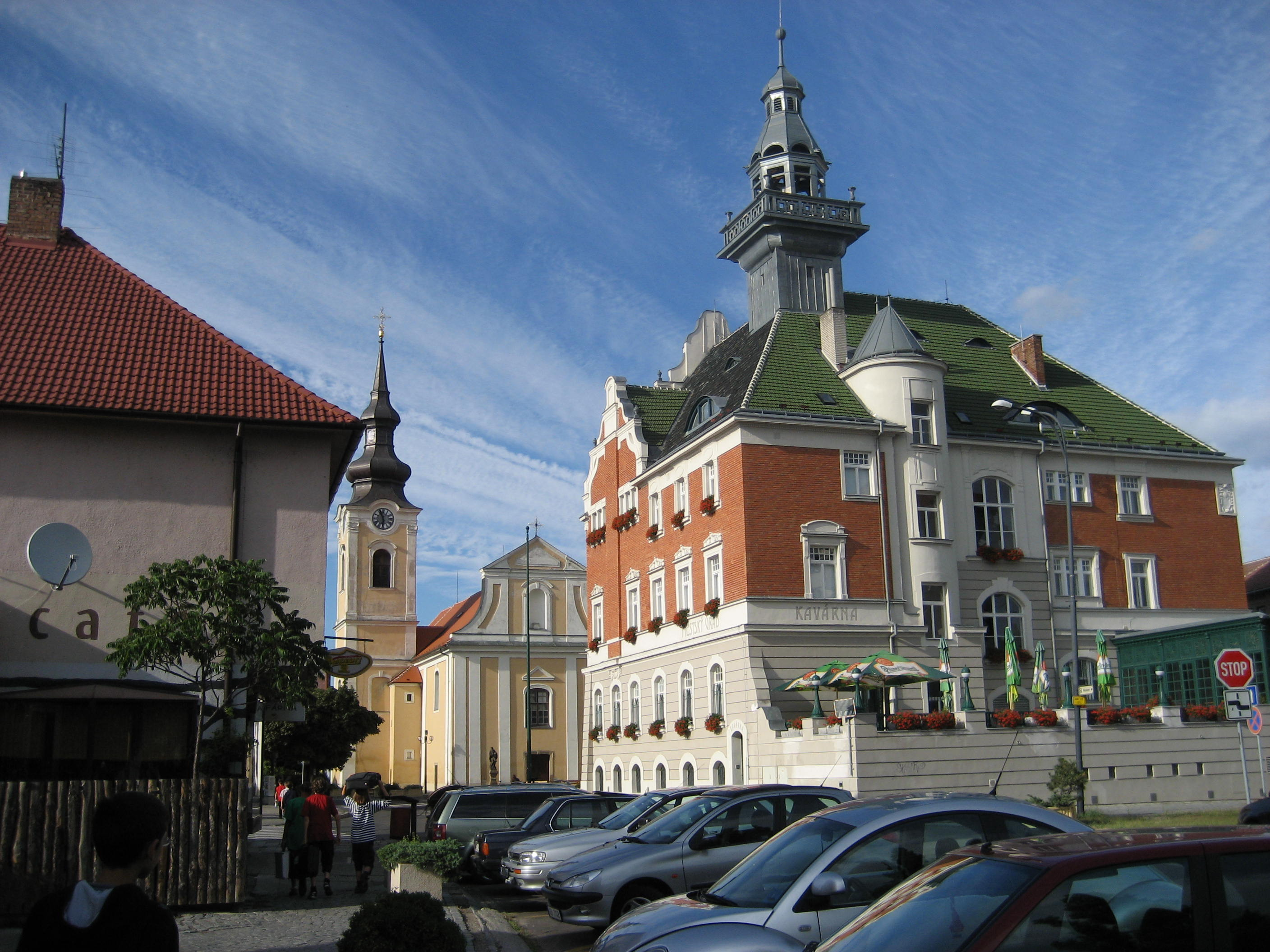
Centrul oraşului Hodonín

În vecinătatea orașului se află un teren petrolier și niște straturi de lignit, care erau transportate, în trecut, în Otrokovice, aflat la câțiva kilometri de orașul Zlín, pe un canal de apă numit Baťův kanál. Acesta a fost construit de faimosul întreprinzător ceh Tomáš Baťa, dar acum este folosit doar ca atracție turistică.

## Personalități născute aici
- Tomáš Garrigue Masaryk (1850 - 1937), fost președinte al Cehoslovaciei.